# Mario Party Advance
Mario Party Advance es un videojuego creado para Game Boy Advance siendo el primer videojuego de la saga Mario Party, específicamente para una videoconsola portátil siendo el séptimo en general; su  lanzamiento fue en Japón el 13 de enero de 2005, posteriormente en Norteamérica el 28 de marzo de 2005 y después en Europa el 10 de junio de 2005; una de las características de esta versión que lo diferencian con el resto de los videojuegos de la misma saga, es su funcionalidad a través de una consola portátil. Mario Party Advance está dirigido a una audiencia más joven, desarrollado a través de historias digeribles y  diálogos más coloquiales, a diferencia de sus homólogos de consolas de sobremesa.
Mario Party Advance recibió un relanzamiento para la Consola Virtual de Wii U en 2016.

## Modo de juego
El juego empieza cuando Bowser, uno de los personajes centrales, destruye el mundo de la fiesta, haciendo caer los regalos y minijuegos a un lugar llamado Urbiñon, teniendo los personajes que desplazarse, realizando las pruebas que les ofrecen los habitantes, superando los retos.
Uno de los atractivos del juego, es que tratamos con personajes que no veíamos desde Super Mario 64 como Don Ojo, los Muñecos de Nieve y Dorrie; otra diferencia asertiva en comparación de las demás versiones de Mario Party, es que es el primer juego en el que lo puede manejar a un solo jugador en las 5 ciudades de Urbiñon. 
Este juego contiene un total de 50 minijuegos; 30 minijuegos de un solo jugador, 8 de duelo 1 vs 1, 6 de Casino y 6 de Koopa Kid. A diferencia de las otras versiones esta contiene Gadgets (gizmo) que son unos dispositivos con funciones diferentes para entretenerse un rato, siendo 60 en total; 50 Gadgets se obtienen en las ciudades de Urbiñon (una por cada prueba superada y los 10 restantes se pueden comprar en la Tierra del Desafío.

## Personajes jugables
A diferencia de los otros juegos de la saga, aquí solo aparecen 4 personajes jugables.
- Mario
- Luigi
- Peach
- Yoshi

## Hechos resaltantes
- Dorrie (la dinosaurio de Super Mario 64) se vuelve amiga de Yoshi.
- Kamek se reconcilia con Bowser luego de que perdiera el último regalo.